# 우타우로라
우타우로라(학명: Utaurora comosa 우타우로라 코모사[*])는 진절지동물 및 방사치목과 매우 가까운, 특이하게 생긴 절지동물 줄기군으로 오파비니아과 가운데 하나이다. 우타우로라의 화석은 유타주의 캄브리아기 지층군에서 발견된다. 이 속은 의심할 여지 없는 오파비니아류인 오파비니아 와는 거리가 멀다. 미오스콜렉스 및 미에리두린 같은 다른 동물들이 있지만, 이 두 속에 대한 분류는 여전히 오리무중 상태이다.

## 연구사
우타우로라의 완모표본인 KUMIP 314087은 유타주에 있는 휠러 지층(Wheeler Formation)에서 채집되었다. 2008년에 처음에는 아노말로카리스의 표본화석으로 기재되었다. 2022년, Pates et al. 논문에서는 이 표본을 오파비니아과로 재해석하여 새로운 속과 종으로 기재했다.

### 이름의 유래
우타우로라는 유타주의 혼성어로 표본화석이 발견된 곳과 로마의 여신 가운데 하나인 아우로라에서 나왔다. 아우로라를 선택한 이유는, 아우로라가 연인을 곤충으로 만든 새벽의 여신이며, 우타우로라는 절지동물의 기원에 가까운 초기 종이기 때문이다.종소명은 라틴어로 ‘털이 많다’, ‘잎이 무성하다’ 를 뜻하며, 털로 덮인 것처럼 보이는 등 표면과 꼬리지느러미의 잎 모양 같은 배치 등 이 동물의 모습에서 따왔다.

## 특징

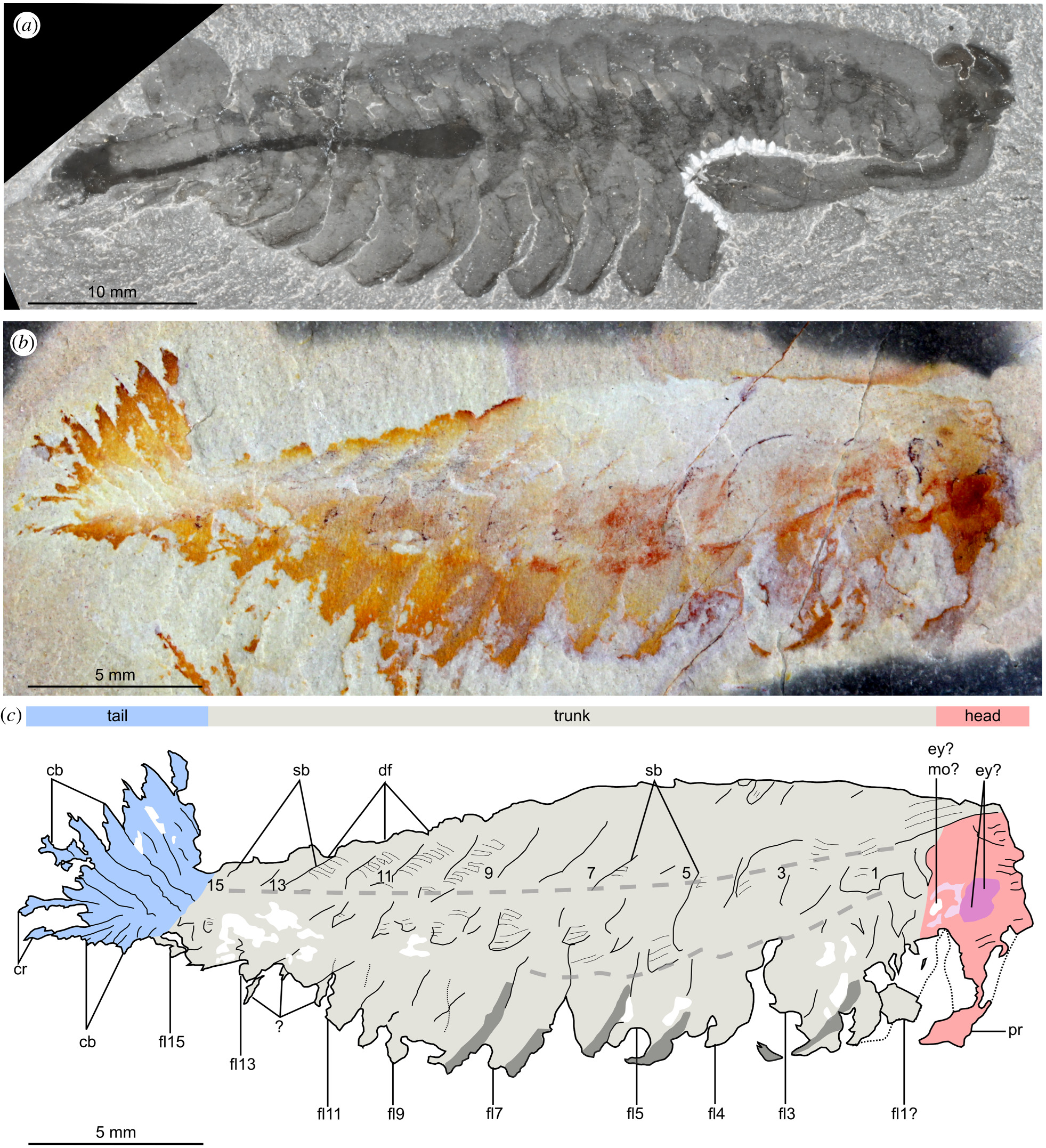
오파비니아(위쪽)와 우타우로라(가운데 및 아래쪽)의 비교

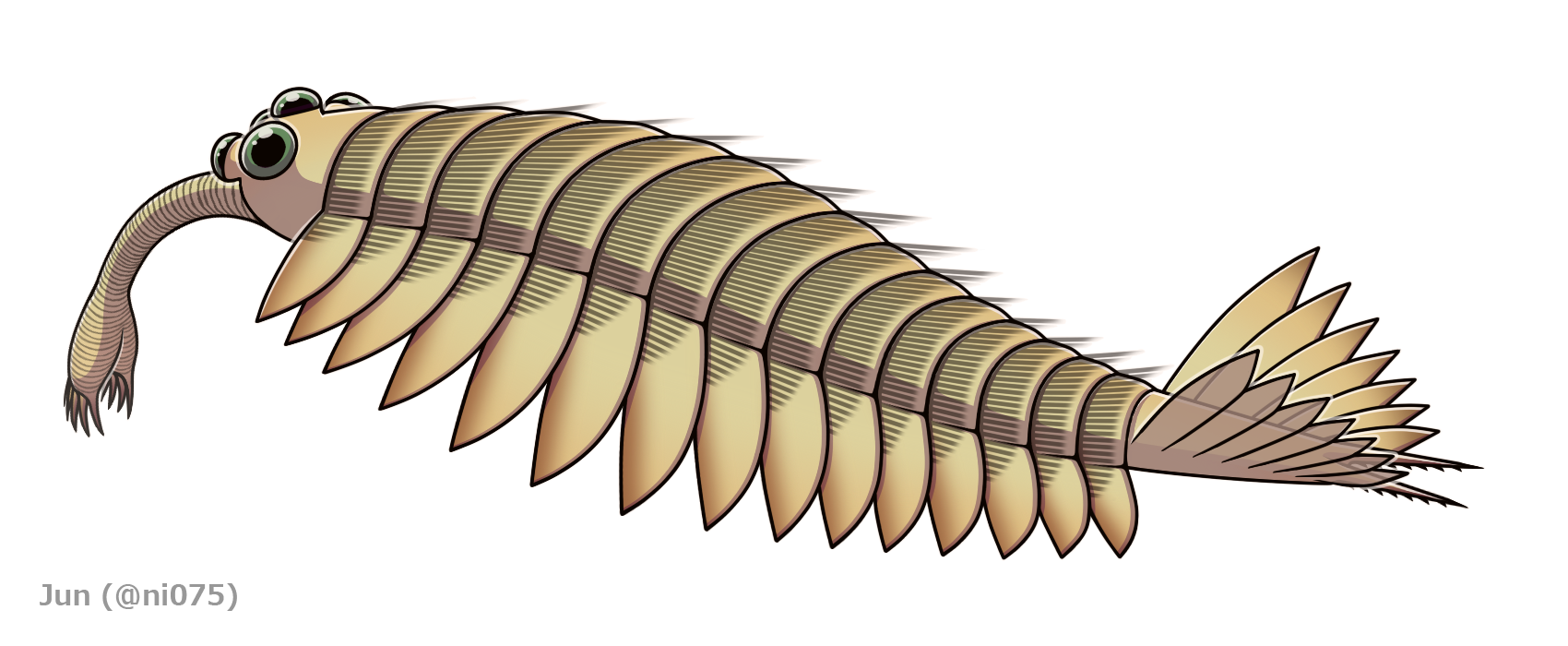
복원도
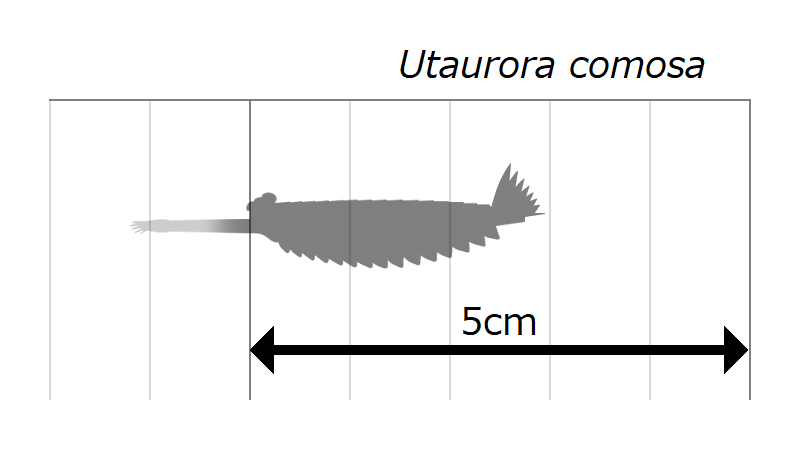
크기 추정치
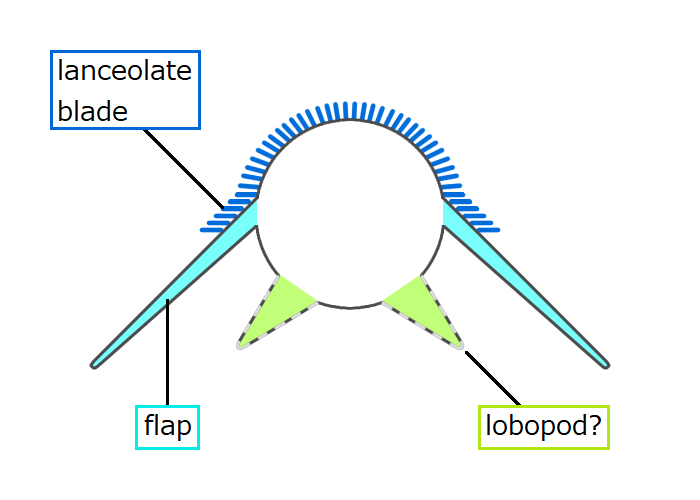
횡단면

우타우로라는 버지스 셰일 및 마오텐산 혈암에서 발견된, 눈이 5개와 특이한 전방 부속지가 달린 오파비니아 및 킬린시아와 매우 닮았다. 화석의 보존이 불완전하기 때문인지 우타우로라가 이러한 특성을 가지고 있는지는 불분명하다. 우타우로라는 오파비니아와 달리, 강모깃이 각 옆지느러미의 뒷면과 인접면을 덮고 있고(오파비니아의 경우 옆지느러미 윗부분만 덮고 있다.), 꼬리지느러미가 최소 7쌍 이상의 꼬리깃으로 이뤄진 점에서 다르다(오파비니아의 경우 3개가 달린다.).

## 분류
오파비니아의 유사성에 따라, 우타우로라의 발견자들은 우타우로라를 오파비니아과에 분류시켰다. 이들의 계통학적 분석은 보통 오파비니아과의 위치의 토대를 발견했다. 세 번째로 오파비니아류로 추정되는 미오스콜렉스는 호주 남부의 에뮤 베이 셰일에 있는 바위지대에서 발견되었다. 그러나 이 분류의 토대가 되는 형태적 특성이 논쟁 중에 있기 때문에, 초기의 갯지렁이류일 수도 있다는 가설이 제기되었다.

### 참고 문헌
- Pates, Stephen; Wolfe, Joanna M.; Lerosey-Aubril, Rudy; Daley, Allison C.; Ortega-Hernández, Javier (2022년 2월 9일). “New opabiniid diversifies the weirdest wonders of the euarthropod stem group”. 《Proceedings of the Royal Society B: Biological Sciences》 289 (1968). doi:10.1098/rspb.2021.2093. PMC 8826304. PMID 35135344.